# トビリシ・トロリーバス
トビリシ・トロリーバス（グルジア語: თბილისის ტროლეიბუსი、ロシア語: Тбилисский троллейбус）は、かつてジョージアの首都・トビリシに存在したトロリーバス。2006年に廃止された。

## 歴史・概要
トビリシ市内にトロリーバスを建設する計画は1934年に立ち上がり、1937年に全長15 kmの最初の路線が開通した。その後はソビエト連邦（ソ連）時代を通して路線網の拡大が続き、1980年代には営業キロ221 km・21系統という大規模な路線網が存在し、225両の車両が使用された。その中で市内中心部の系統は、トロリーバスと同様にトビリシ市内に路線網を有していた路面電車（トビリシ市電）の一部区間を置き換える形で導入されたものであった。
だが、ソ連崩壊直前から路線網の縮小が始まり、車両も多くが廃車・解体された。1999年にはギリシャ・アテネのトロリーバスから車両の譲渡があったもののそれ以降は車両を含めた施設の更新も行われず老朽化が進んだ他、相次ぐ停電により信頼性が低下の一途を辿った結果、末期には4系統を残すのみとなった。そして2006年12月4日をもって、トビリシ市内のトロリーバスはトビリシ市電とともに営業運転を終了した。